# خوآنای یکم، ملکه کاستیا

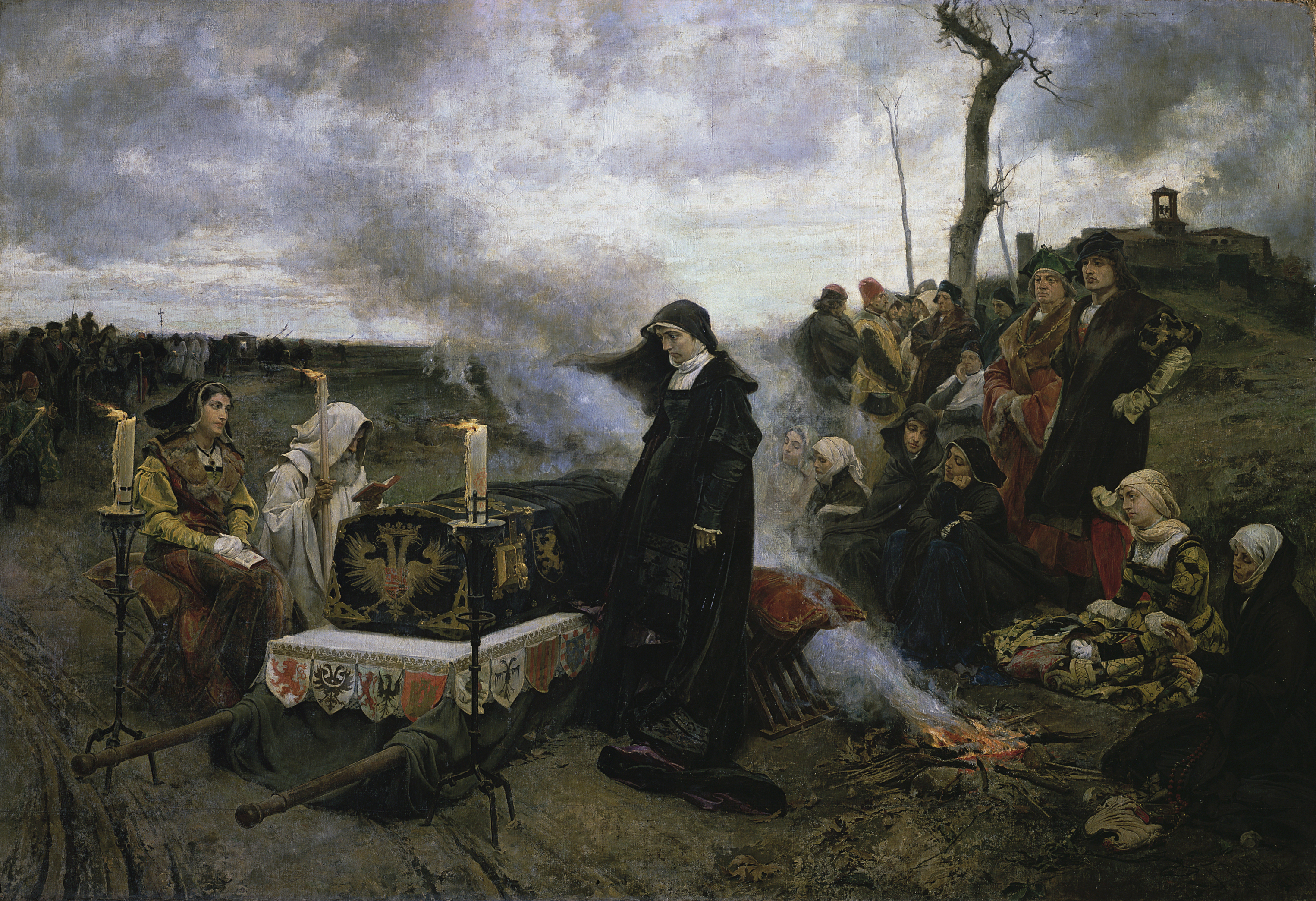
خوآنا در مراسم تدفین همسرش فیلیپ زیبا

خوآنای یکم کاستیا معروف به خوآنای دیوانه (اسپانیایی: Juana la Loca‎؛ (زادهٔ ۶ نوامبر ۱۴۷۹ – درگذشتهٔ ۱۲ آوریل ۱۵۵۵)، ملکه حاکم تاج کاستیا بین سال‌های ۱۵۰۴ تا ۱۵۵۵ بود. او همسر فیلیپ زیبا و مادر کارل پنجم، امپراتور مقدس روم بود.
والدین او، ایزابلای کاتولیک شهبانوی تاج کاستیا و فردیناند کاتولیک، فرمانروای تاج آراگون، توانسته بودند با فتح غرناطه، اخراج یهودیان و مسلمانان از شبه‌جزیره ایبری،
و کشف اتفاقی قارهٔ آمریکا با حمایت مالی از کریستف کلمب اسپانیای واحد را پایه‌گذاری کنند. خوانا به شکلی اتفاقی  و پس از مرگ ناگهانی برادرش خوان در ۱۴۹۷، خواهر بزرگش ایزابلای آراگون در ۱۴۹۸، و خواهرزاده‌اش میگل دا پاز در ژوئیه ۱۵۰۰ (تنها چند ماه پس از تولد کارل) به ولیعهدی کاستیا رسید.
ایزابلای کاتولیک در سال ۱۵۰۴ درگذشت و خوآنا فرمانروای کاستیا شد. نبردی بر سر تاج‌وتخت کاستیا درگرفت. پدر خوآنا، فردیناند کاتولیک، و شوهر او، فیلیپ زیبا، هر یک به نام خود و خوآنا سکه ضرب کردند. در این میان شایعاتی مبنی بر دیوانه بودن خوآنا پخش شد. خوآنا اتهام دیوانگی را رد کرد و در نامه‌ای نوشت که تنها «کمی حسود است و آن را از مادرش به ارث برده.» در نهایت فلیپه و فرناندو به توافق رسیدند و با امضای بیانیه‌ای خوآنا را دیوانه اعلام کردند. فیلیپ به عنوان نایب‌السلطنه همسرش به حکومت اسپانیا رسید، ولی این حکومت دیر نپایید. در ۲۵ سپتامبر ۱۵۰۶، فیلیپ به ناگاه در ۲۸ سالگی درگذشت. خوآنا که پیش از مرگ مادرش نیز نشانه‌هایی را از جنون به نمایش گذارده بود، نمی‌توانست و خودش هم نمی‌خواست که به تنهایی حکومت بر کاستیا ادامه دهد.[یادداشت] خوآنا به قلعهٔ تردسییاس فرستاده شد و تا زمان مرگش در سال ۱۵۵۵ (شش سال پیش از مرگ پسرش کارل) در آن‌جا ماند. فردیناند کاتولیک به عنوان نایب‌السلطنهٔ دخترش کنترل اسپانیا را در دست گرفت.
برخی مورخان بر این باورند که خوآنا دیوانه نبود و قربانی توطئه اشرافی شد که می‌خواستند او را برکنار کنند. دیگر مورخان می‌گویند مستنداتی که از رفتار خوآنا در نهان و آشکار در دست است نشان می‌دهد که او به افسردگی حاد و احتمالاً اسکیزوفرنی مبتلا بوده‌است.